# Franz Burger (Politiker)

Franz Burger

Franz Burger (* 28. Oktober 1836 in Zeil am Main, Unterfranken; † 8. Mai 1920 ebenda) war ein deutscher Politiker.

## Leben
Burger besuchte die Volksschule in Zeil, machte eine landwirtschaftliche Ausbildung und war danach als Landwirt tätig. Von 1881 bis 1906 war er Bürgermeister seines Heimatortes. 1912 erhielt er den Titel Ökonomierat. Er war von 1869 bis 1919, bis zum Ende der Monarchie, Mitglied der Kammer der Abgeordneten (Bayern) für die Bayerische Patriotenpartei, seit 1887 Bayerische Zentrumspartei. Er war Vertreter des konservativen Flügels der Patriotenpartei und stimmte am 21. Januar 1871 gegen den Beitritt Bayerns zum Deutschen Kaiserreich. 1886 war er Mitglied des Zwölf-Männer-Ausschusses des Landtages zur Begutachtung der Entmündigung Ludwig II. 1882 bis 1918 war er Mitglied des Fraktionsvorstandes der Zentrumspartei im Landtag. Für die katholische Zentrumspartei war er Mitglied des Reichstags für den Wahlkreis Unterfranken 5 Schweinfurt von 1884 bis 1890 und von 1893 bis 1898. Er war 1893 Mitbegründer des Christlichen Bauernverein für den Kreis Unterfranken und angrenzende Gebiete, dessen Vorsitzender er bis 1920 war, 1891 war er einer der Initiatoren des landesweiten Bayerischen Christlichen Bauernvereins, dessen Vorsitzender er von 1913 bis 1920 war.